# Viermächte-Status

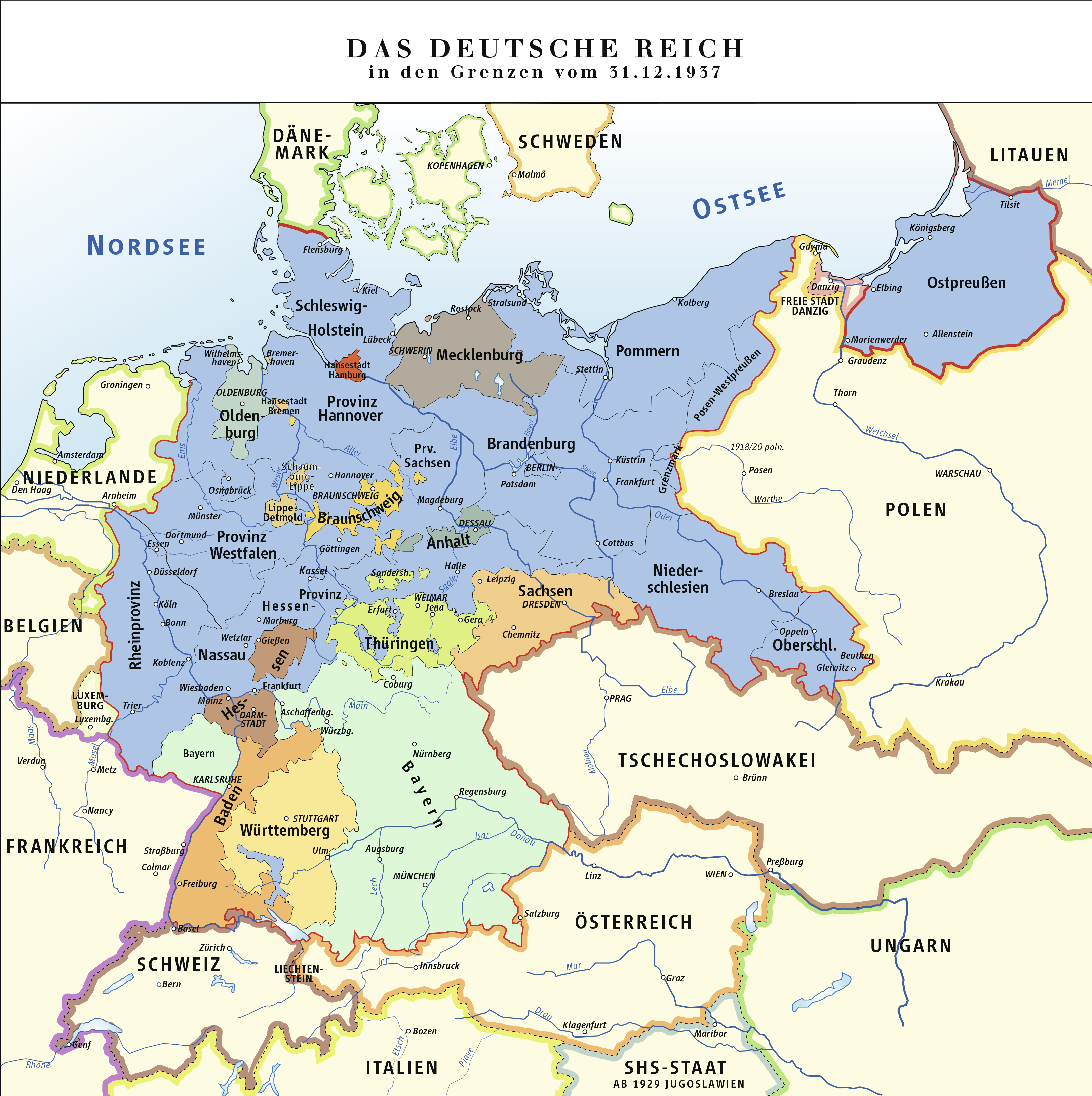
Deutschland in den Grenzen von 1937, wie es völkerrechtlich – aufgrund alliierten Vorbehaltsrechts – bis 1990 Bestand hatte, jedoch ab 1970 zunehmend an Bedeutung verlor

Als Viermächte-Status wird die gemeinsame Verantwortung der vier Siegermächte des Zweiten Weltkriegs, USA, Sowjetunion, Großbritannien und Frankreich, für Deutschland als Ganzes bezeichnet. Er leitet sich von der Berliner Viermächteerklärung vom 5. Juni 1945 ab, in der die Siegermächte eine „bedingungslose Kapitulation Deutschlands“ festgestellt und gemeinsam die oberste Regierungsgewalt über Deutschland in den Grenzen von 1937 übernommen hatten.
Ein Alliierter Kontrollrat der Vier Mächte mit Sitz in Berlin sollte Richtlinien für eine einheitliche Besatzungspolitik in den Besatzungszonen Deutschlands erlassen.
Nach der Gründung der Bundesrepublik Deutschland 1949 wurde der Viermächte-Status im Deutschlandvertrag von 1952 zwischen den drei Westmächten und der Bundesrepublik bestätigt.
Die Sowjetunion versuchte mehrfach, den Viermächte-Status von Berlin in Frage zu stellen, so bei der Berlin-Blockade von 1948 bis 1949 und der (zweiten) Berlin-Krise zwischen 1958 und dem Mauerbau 1961 sowie mit den folgenden Monaten verschärfter Spannung (bis 1963). Die drei Westmächte hielten jedoch am Viermächte-Status von Berlin fest. Im Viermächteabkommen über Berlin, das am 3. Juni 1972 in Kraft trat, wurden die Verantwortlichkeiten für Berlin neu geregelt. Am 1. Oktober 1990 suspendierten die Alliierten den Viermächte-Status von Berlin, womit sie rechtzeitig zum 3. Oktober ihre entsprechenden Rechte aussetzten und er gegenstandslos wurde.
Die Siegermächte übernahmen mit dem Ersten Kontrollabkommen vom 4. Juli 1945 auch in Österreich die oberste Regierungsgewalt und bildeten mit den Militärgouverneuren der vier Besatzungszonen einen Alliierten Rat. Der Viermächte-Status von Österreich wurde von der Wiener Interalliierten Kommandantur repräsentiert.

## Vorgeschichte
Den Teilnehmermächten der Anti-Hitler-Koalition war bereits im Verlauf des Krieges bewusst, dass sie im Falle der militärischen Besetzung Deutschlands keine handlungsfähige Regierung (vgl. Regierung Dönitz) mehr antreffen würden. Die vereinbarte Vorgehensweise sollte das Deutsche Reich nicht abschaffen oder annektieren. Die vier Siegermächte übernahmen demnach die Aufgaben des besiegten deutschen Staates als Ganzes, ohne sich finanzielle und rechtliche Verpflichtungen als Rechtsnachfolger anzueignen; das Völkerrechtssubjekt wurde fortan durch sie vertreten. Die rechtstheoretischen Überlegungen für die angewendete Konstruktion gehen auf Arbeiten Hans Kelsens sowie des britischen Staatsrechtlers William Malkin zurück.
- 1943 hatten die Alliierten in der Moskauer Deklaration die Wiedererrichtung eines von Deutschland unabhängigen Staates Österreich zugesagt.
- 1944 war von der Europäischen Beratenden Kommission (EAC) die Teilung der Hauptstädte Berlin und Wien in je drei Sektoren vorgeschlagen worden.
- 1945 wurde im Februar bei der Krimkonferenz, der Konferenz von Jalta, die Besatzungsplanung für Deutschland von den drei Hauptalliierten (USA, Vereinigtes Königreich, UdSSR) konkretisiert. Sie vereinbarten, den Franzosen eine eigene Besatzungszone und einen Platz im Alliierten Kontrollrat zur Verfügung zu stellen. Der französische Sektor von Berlin wurde, als anglo-amerikanische Truppen bereits ihre Sektoren in Berlin besetzten, erst am 30. Juli 1945 in der ersten Sitzung des Kontrollrats festgelegt,[6] nachdem die EAC am 26. Juli 1945 in einer letzten Sitzung die Details ausarbeitete. Die vertragsrechtliche Bestätigung, in beiden Ländern französische Besatzungszonen einzurichten sowie weiterer Einzelheiten, folgte im Sommer 1945 auf der Potsdamer Konferenz.

Die besondere Rechtslage Deutschlands nach 1945 spielte neben den rechtlichen Umständen der deutschen Kapitulation auch bei der Wiedererrichtung Österreichs und der Gründung der Bundesrepublik Deutschland sowie bei den diplomatischen Beziehungen der Bundesrepublik und der DDR bis hin zur deutschen Wiedervereinigung eine wichtige Rolle. Dabei kam es zu gravierenden territorialen wie auch staatsrechtlichen Änderungen.
Nachdem Österreich mit der in Wien verkündeten Unabhängigkeitserklärung vom 27. April 1945 von ÖVP, SPÖ und KPÖ mit Billigung der Roten Armee als eigenständiger Staat in den Grenzen von 1938 seit dem 1. Mai 1945 wiederhergestellt war, wurden die Hauptstädte Berlin und Wien im Sommer 1945 in je vier Sektoren aufgeteilt und vom Herbst 1945 an als Viersektorenstädte regiert.

## Deutschland
Als höchstes Gremium für Deutschland wurde ein alliierter Kontrollrat eingesetzt, der für die Deutschland als Ganzes betreffenden Angelegenheiten zuständig sein sollte.

### Ostgebiete des Deutschen Reiches

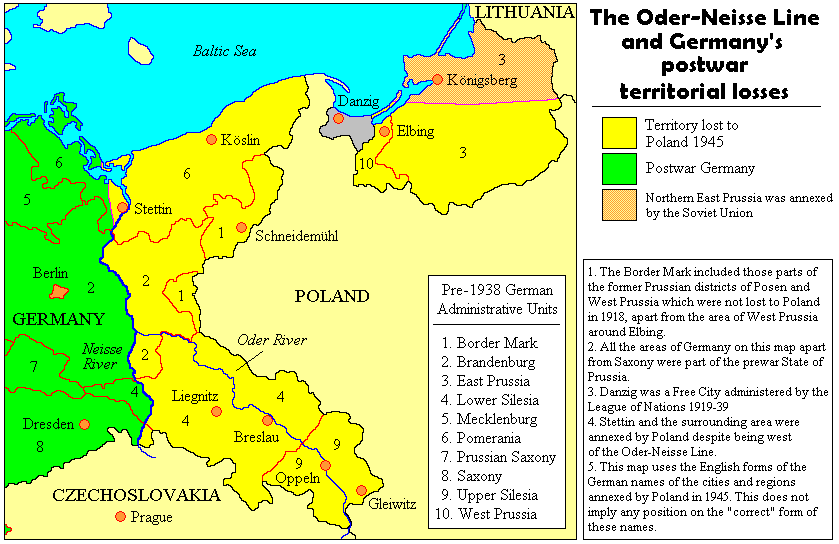
Die ehemaligen deutschen Ostgebiete (1945–1990 unter fremder Verwaltung)

Auf der Potsdamer Konferenz stimmten die USA und Großbritannien der sowjetischen Forderung zu, Ostpreußen aus der zuvor gemeinsam geplanten Aufteilung Deutschlands in Besatzungszonen herauszunehmen. Außerdem erklärten sie, dass sie bei einer künftigen Friedensregelung die Forderung nach Abtretung des nördlichen Teils Ostpreußens mit Königsberg an die Sowjetunion unterstützen würden. 1946 gliederte die Sowjetunion ihn als Oblast Kaliningrad in die Russische Sozialistische Föderative Sowjetrepublik ein.

### Bundesrepublik und DDR
Während der deutschen Teilung blieb die Souveränität der beiden deutschen Staaten eingeschränkt. Für die Bundesrepublik Deutschland war die Alliierte Hohe Kommission, abgekürzt AHK, mit drei Hohen Kommissaren (auch „Hochkommissaren“) von 1949 bis 1955 oberstes Kontrollorgan der drei Westmächte. Diese wurde mit Aufhebung des Besatzungsstatuts durch Inkrafttreten der Pariser Verträge 1955 aufgelöst, aber das alliierte Vorbehaltsrecht schränkte die staatliche Souveränität der Bundesrepublik weiterhin ein.
Die Sowjetische Militäradministration in Deutschland (SMAD) bis 1949 und die Sowjetische Kontrollkommission (SKK) waren die Überwachungs- und Leitungsinstitution der sowjetischen Besatzungsmacht zur Führung der Sowjetischen Besatzungszone (SBZ) beziehungsweise später der Deutschen Demokratischen Republik bis zum 28. Mai 1953. Nach dem Tod Josef Stalins 1953 wurde die SKK in die „Hohe Kommission der UdSSR in Deutschland“ umgewandelt. Der damalige politische Berater General Tschuikows, Wladimir Semjonow (später: stellvertretender Außenminister der Sowjetunion), wurde zum Hohen Kommissar ernannt.
Der Alliierte Kontrollrat für Deutschland wurde formal erst mit der Vereinigung der beiden deutschen Staaten aufgelöst, als 1990 mit dem Zwei-plus-Vier-Vertrag die vollständige Souveränität Deutschlands hergestellt wurde.

#### Besatzungszonen in Deutschland

Besatzungszonen in Deutschland, 1945

Mit der Berliner Erklärung stellten die Alliierten am 5. Juni 1945 die Übernahme der Regierungsgewalt in Deutschland fest. Das betraf auch die Befugnisse der deutschen Regierung, des Oberkommandos der Wehrmacht und der Regierungen, Verwaltungen und Behörden der Länder, Städte und Gemeinden. Die Besatzungszonen umfassten das Staatsgebiet des Deutschen Reiches in den Grenzen vom 31. Dezember 1937, ohne die Gebiete ostwärts der Demarkationslinie an Oder und Neiße – diese standen unter polnischer und sowjetischer Verwaltung –, und waren durch Zonengrenzen voneinander getrennt. Sie waren in der Regel mit den Verwaltungsgrenzen ehemaliger Länder, preußischer Provinzen, vereinzelt auch mit Kreisgrenzen, identisch. Dadurch wurde erreicht, dass eine ordnungsgemäße Verwaltung auch weiterhin sichergestellt werden konnte.
Durch die Aufteilung Deutschlands in Besatzungszonen war der preußische Staat zerrissen worden. Bereits zuvor war ihm durch den Preußenschlag vom 20. Juli 1932 und die verfassungswidrige Auflösung des Landtags am 6. Februar 1933 jede politische Eigenständigkeit gegenüber dem Reich genommen worden. Durch das Reichsneuaufbaugesetz vom 30. Januar 1934 verlor es de jure seine eigenständigen Hoheitsbefugnisse. Am 25. Februar 1947 wurde Preußen durch den Alliierten Kontrollrat per Kontrollratsgesetz Nr. 46 auch staatsrechtlich für aufgelöst erklärt.

#### Berlin

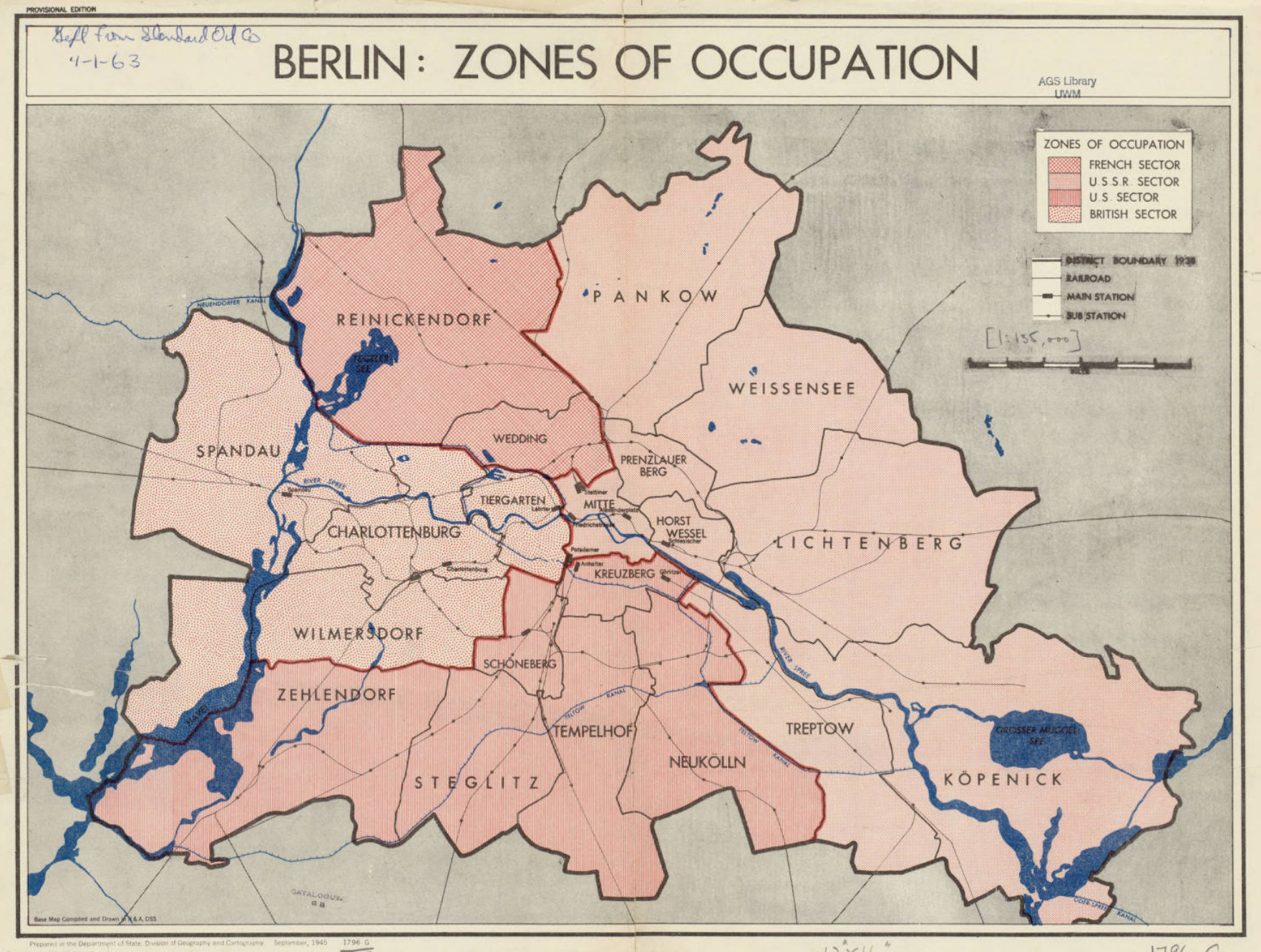
Die vier Sektoren Berlins, Anfang Juli 1945

Im Februar 1945 war vereinbart worden, Deutschland in vier Besatzungszonen und ein besonderes „Berliner Gebiet“ unter der „gemeinsamen Besatzungshoheit der vier Mächte“ aufzuteilen. Die ehemalige Reichshauptstadt Berlin war damit keiner Besatzungszone zugeteilt, sondern wurde stattdessen zum Sitz des Alliierten Kontrollrats bestimmt und in vier Sektoren geteilt, um gemeinsam von einer Alliierten Kommandantur verwaltet zu werden. Die vier Stadtkommandanten waren von den entsprechenden Oberbefehlshabern in den jeweiligen Besatzungszonen zu ernennen. Im Zuge der Teilung Berlins in einen Ost- und Westteil verließ der Kommandant des Sowjetischen Sektors von Berlin am 16. Juni 1948 eine Sitzung der Alliierten Kommandantur, um nie wieder seinen Platz einzunehmen. Der Schritt bedeutete jedoch nicht den Verzicht der Sowjetunion auf ihre Rechte als einer der Vier Mächte in Berlin. Die Freizügigkeit des Personenverkehrs innerhalb der Stadt wurde von der Teilung nicht berührt. Unabhängig davon verbot die DDR-Regierung 1952 den Bewohnern der West-Sektoren Berlins das Betreten des Staatsgebiets der DDR. Erst der Bau der Berliner Mauer am 13. August 1961 beendete den freizügigen Personenverkehr zwischen Ost- und West-Berlin. Im Jahr 1971 schlossen die vier Besatzungsmächte das viele praktische Fragen regelnde Viermächteabkommen über Berlin ab.
Während der friedlichen Revolution in der DDR kam es am 9. November 1989 zum Fall der Berliner Mauer. Infolgedessen war ab diesem Zeitpunkt ein ungehindertes Passieren der West-Berliner Grenze zum Umland und zu Ost-Berlin möglich. Die Stadthälften existierten offiziell bis zum Vorabend der deutschen Einheit weiter, also bis zum Ablauf des 2. Oktober 1990.
Ursprüngliche Gliederung der vier Sektoren
- Der Amerikanische Sektor umfasste sechs Berliner Bezirke und unterteilte sich in Neukölln, Kreuzberg, Tempelhof, Schöneberg, Steglitz und Zehlendorf.
- Der Britische Sektor bestand aus den vier Bezirken Charlottenburg, Spandau, Tiergarten und Wilmersdorf.
- Der Französische Sektor bestand aus den zwei Bezirken Wedding und Reinickendorf.
- Der Sowjetische Sektor war mit acht Bezirken der größte Sektor. Er umfasste Pankow, Weißensee, Prenzlauer Berg, Mitte, Friedrichshain, Lichtenberg, Köpenick und Treptow.

Die Bezirke Marzahn, Hellersdorf und Hohenschönhausen sind zwischen 1979 und 1986 während des Wohnungsbauprogramms durch Veränderungen der Bezirksgrenzen in Ost-Berlin entstanden. Nach alliiertem Recht hätte dies einer Zustimmung der vier Alliierten – also auch der Westalliierten – bedurft, die nicht erfolgte, tatsächlich aber wurden die Grenzänderungen von ihnen geduldet. Die DDR handelte insofern eigenmächtig mit Rückendeckung der Sowjetunion.

## Österreich
Für die Republik Österreich wurde eine Alliierte Kommission eingerichtet. Die Souveränitätseinschränkung fiel schließlich mit dem Staatsvertrag von Wien 1955 weg. In Österreich beendete der Kontrollrat seine Tätigkeit 1955.

### Besatzungszonen in Österreich

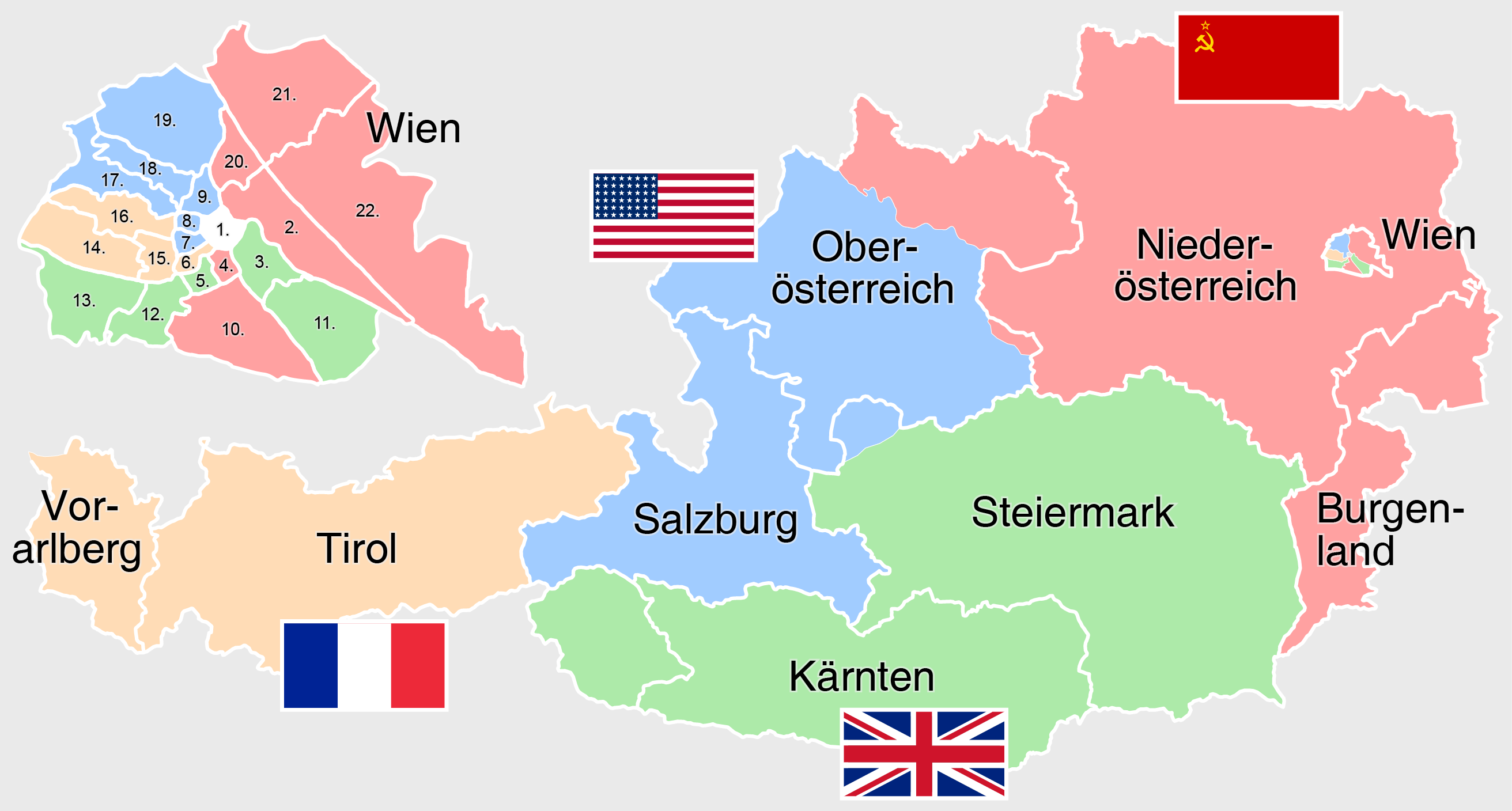
Besatzungszonen in Österreich, 1945–1955

Wie Deutschland war Österreich schon vor Kriegsende von den Alliierten in von ihnen zu besetzende Zonen geteilt worden. Nach Kriegsende wechselten daher im Sommer 1945 einige von anderen Alliierten eroberte Gebiete ihre Besatzer. Im Unterschied zu Berlin wurde in Wien der 1. Bezirk, das Stadtzentrum, zum interalliierten Sektor bestimmt, in dem die Besatzungsmacht monatlich wechselte und die interalliierte Militärpolizei patrouillierte.
Die Besatzungszeit dauerte bis zum österreichischen Staatsvertrag, der am 15. Mai 1955 in Wien unterzeichnet wurde und am 27. Juli 1955 in Kraft trat. Damit endete das Besatzungsrecht und Österreich erlangte seine volle völkerrechtliche Souveränität wieder. An diesem Tag begann die vereinbarte 90-tägige Frist zum Abzug der Besatzungstruppen. Die letzten Besatzungssoldaten zogen im Oktober 1955 ab. Am 26. Oktober 1955 beschloss der Nationalrat, wie der Sowjetunion im Frühjahr von der Regierung zugesagt worden war, die immerwährende Neutralität des Landes.

### Wien
Ähnlich der Situation in Berlin wurde auch Wien in vier Sektoren aufgeteilt, wobei aber bis zum Ende der Besetzung im Jahr 1955 Reisefreiheit innerhalb der gesamten Stadt herrschte. Die Sektorenaufteilung bezog sich auf das Gebiet Wiens in den Grenzen von 1937; alle durch die Entscheidung des NS-Regimes zur Bildung Groß-Wiens 1938 hinzugekommenen Gebiete, insbesondere in den damaligen Bezirken 22 bis 26, wurden Niederösterreich und somit der sowjetischen Besatzungszone außerhalb Wiens zugerechnet.
Die Innere Stadt (1. Bezirk) wurde keiner Besatzungsmacht allein zugesprochen, sondern zum Interalliierten Sektor erklärt und von allen vier Mächten (nach einem monatlichen Turnus in der Leitung) besetzt. Die Hoheitsrechte über den 1. Bezirk wurden jeweils am letzten Tag des Monats an die nächste Besatzungsmacht übergeben. Die Zeremonie fand bis 1953 vor dem Wiener Justizpalast statt, wo damals die Interalliierte Kommandantur ihren Sitz hatte, danach bis 1955 auf dem Heldenplatz. Dazu marschierten die zwei einander ablösenden Besatzungsmächte mit einer Abteilung Soldaten und einer Militärkapelle auf. Die Besatzungsmacht, die die Hoheitsrechte im 1. Bezirk ausübte, stellte auch den Jeep und den Fahrer für die Patrouillenfahrten der Militärpolizei zur Verfügung. Die übrigen drei stellten je einen Militärpolizisten als Beifahrer (Die Vier im Jeep).

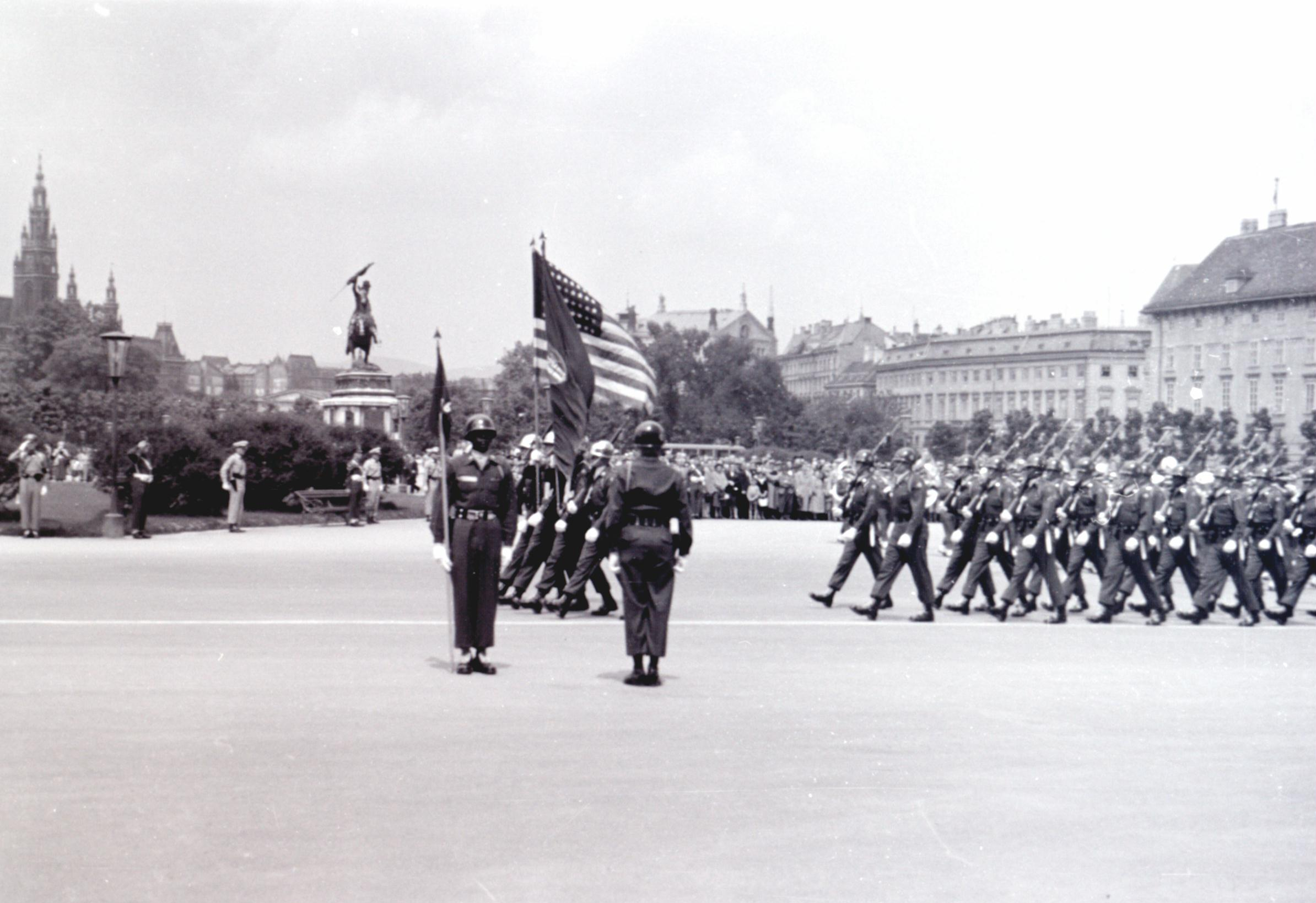
Abmarsch der Amerikaner
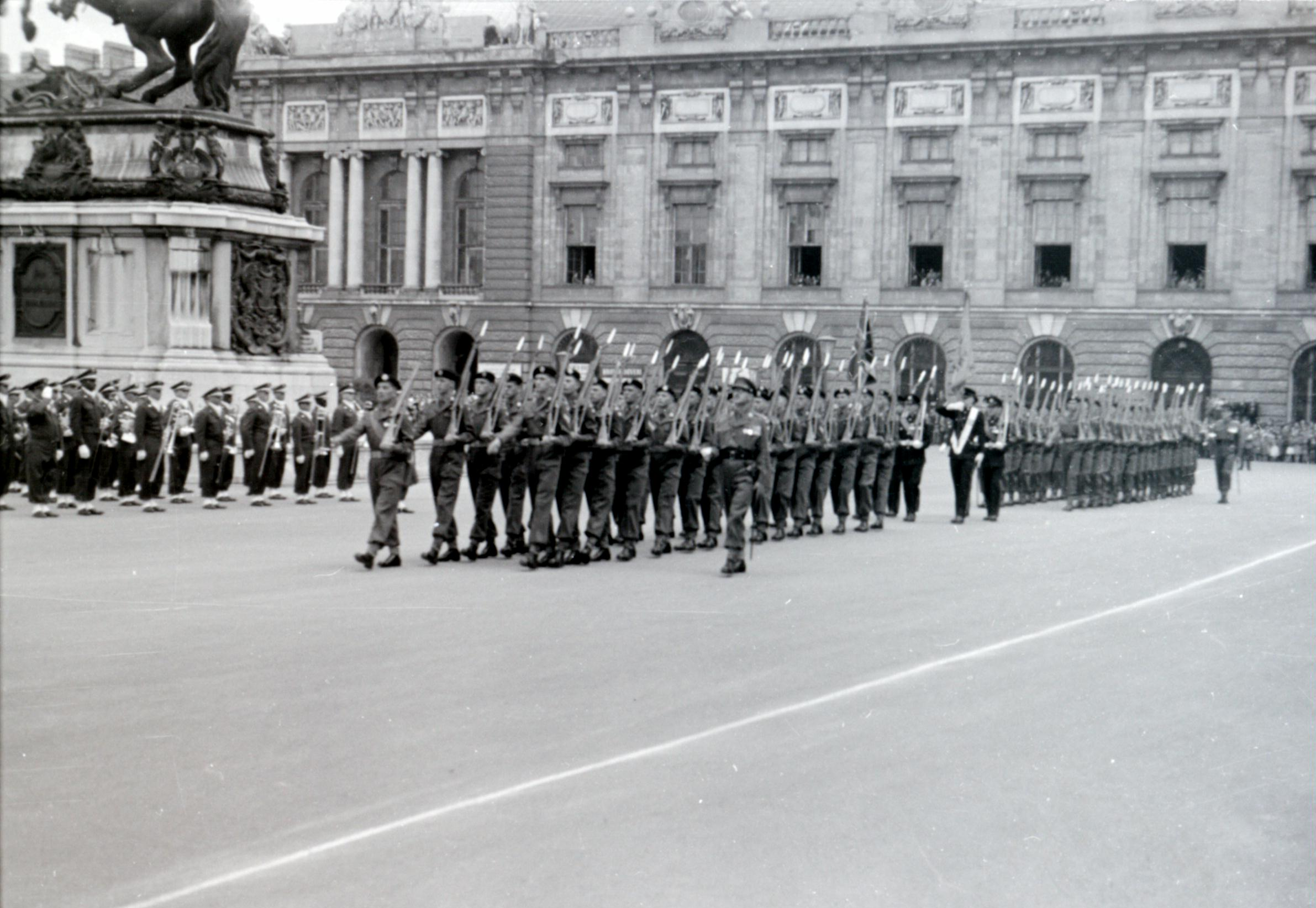
Aufmarsch der Briten
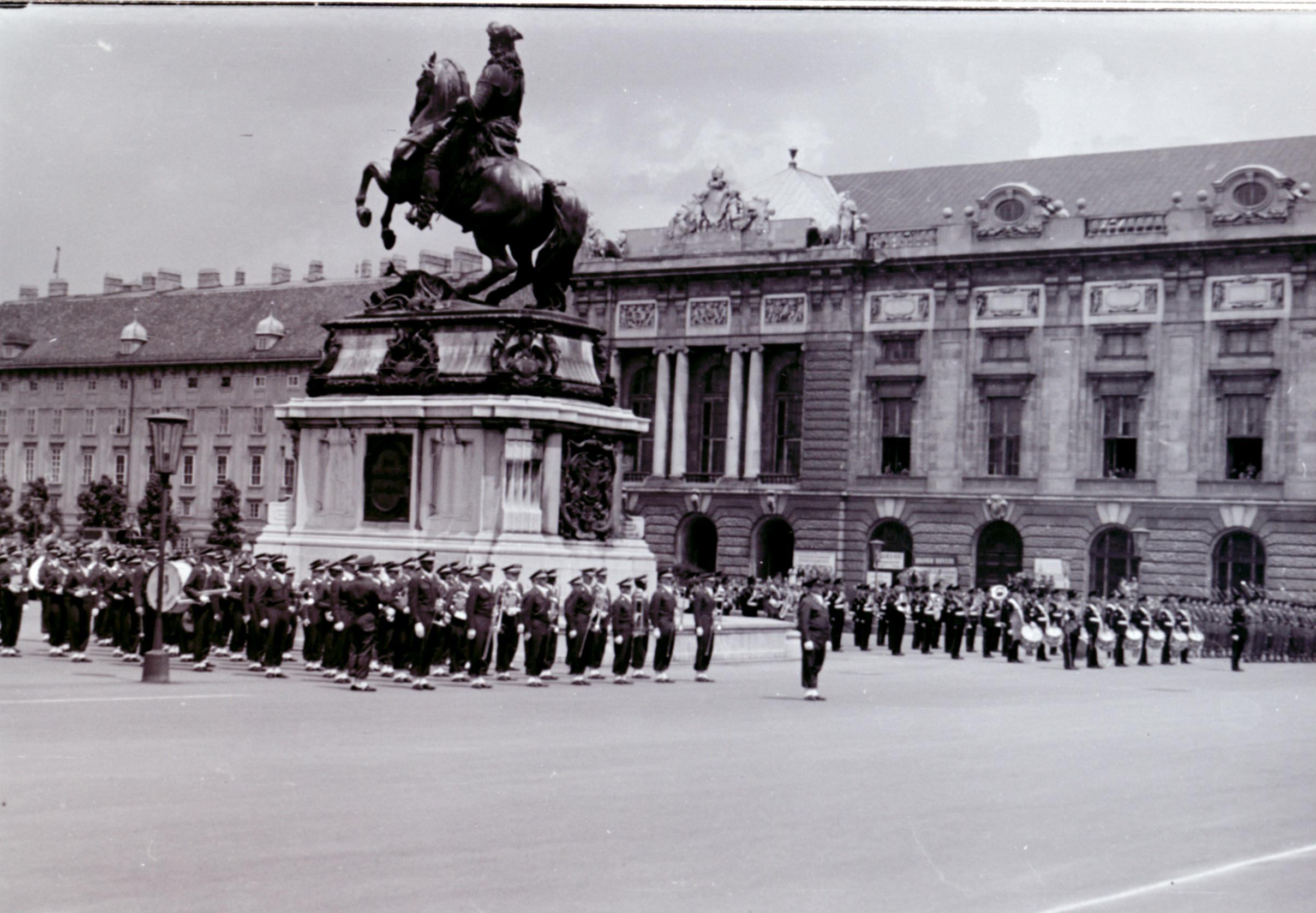
Aufstellung vor dem Prinz-Eugen-Reiterdenkmal
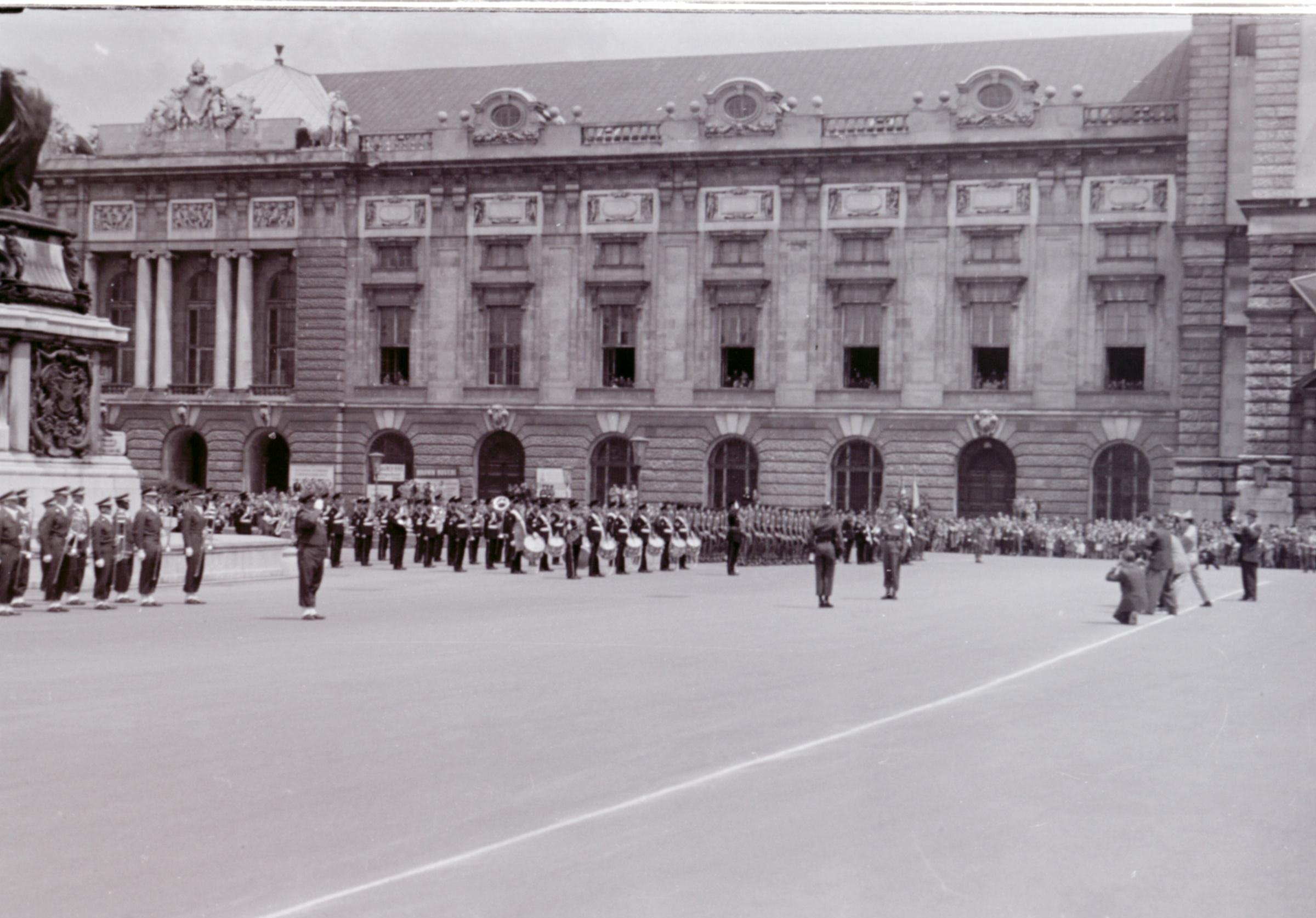
Wachübergabe
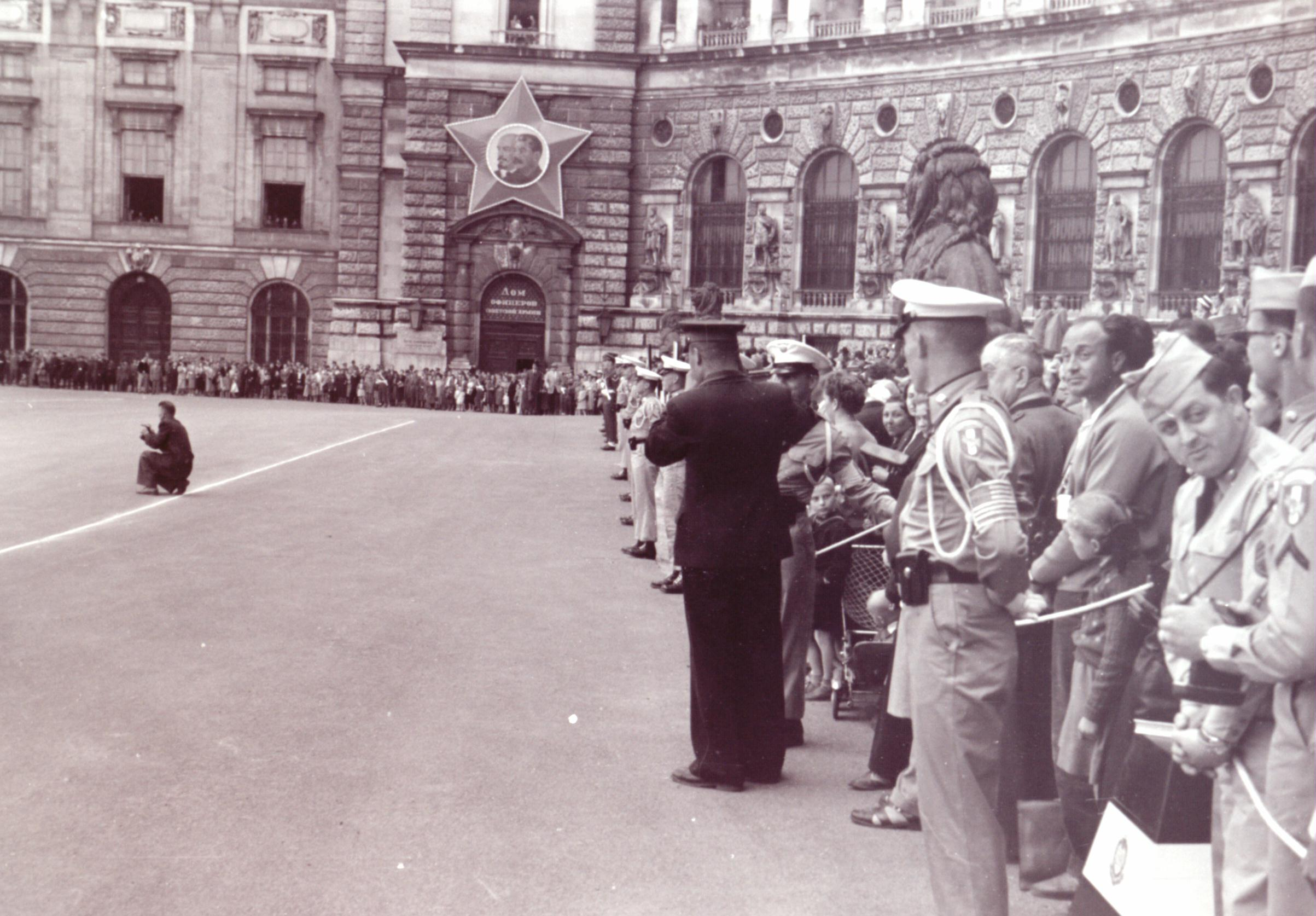
Zuschauer; in dunkler Uniform ein sowjetischer Offizier, Absperrung durch amerikanische Militärpolizei
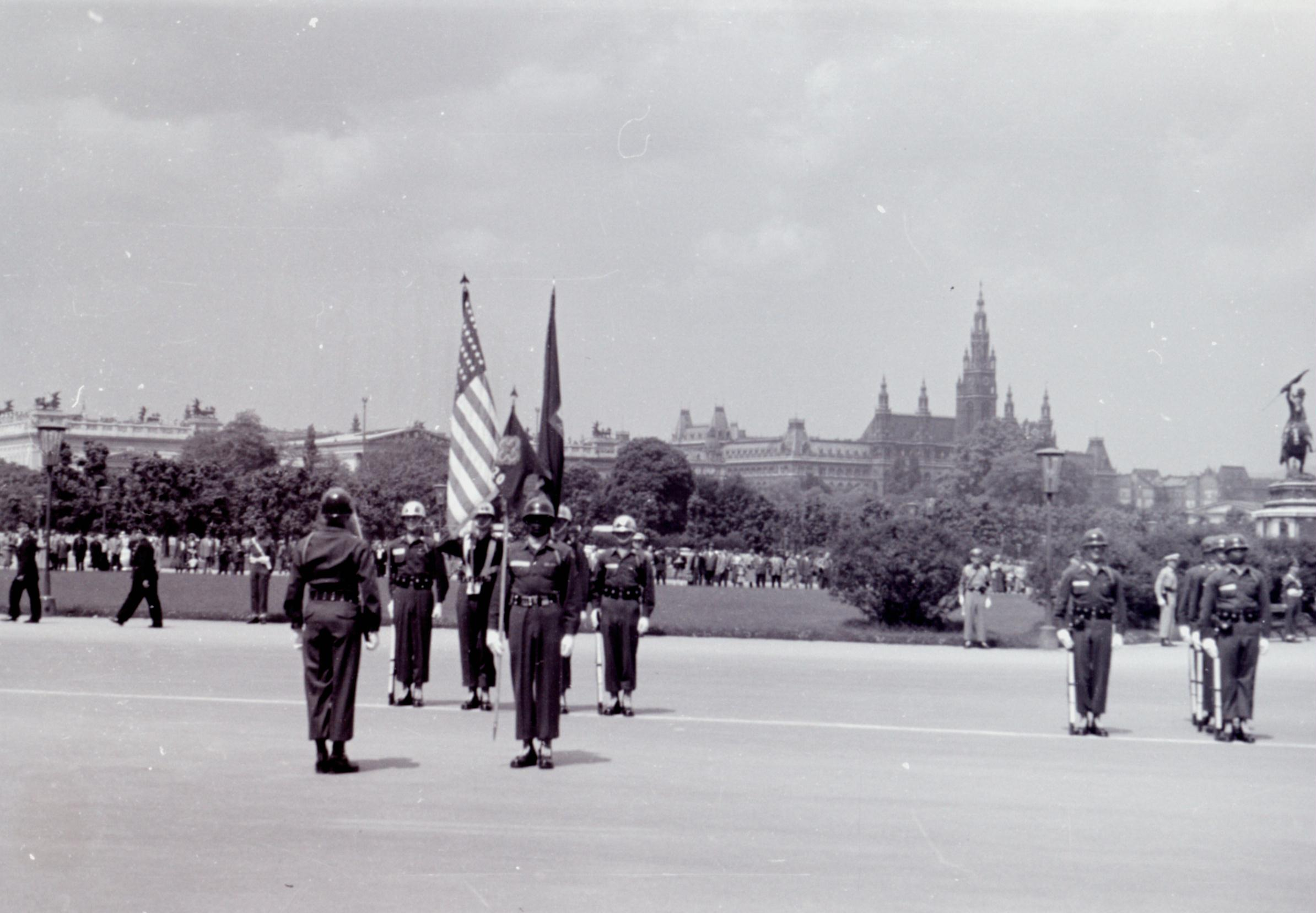
Amerikanische Militärpolizei

Während die sowjetische Besatzungsmacht innerhalb der Stadt über den Flughafen Aspern verfügte, befanden sich der US-amerikanische Flugplatz Langenlebarn und der britische Flugplatz Schwechat in Niederösterreich – und damit in der sowjetischen Besatzungszone. Zur Sicherheit legten diese Besatzungsmächte daher kleine Air strips in ihren Sektoren an.
Berühmtheit erlangten die sogenannten Vier im Jeep durch den gleichnamigen Film. Es handelte sich dabei um von allen vier Besatzungsmächten gemeinsam durchgeführte Patrouillenfahrten, wodurch symbolisch die funktionierende Vier-Mächte-Verwaltung propagiert wurde.
Der durch die Verfilmung mit Orson Welles in der Titelrolle weltbekannt gewordene Roman Der dritte Mann von Graham Greene spielt im Wien der Jahre 1947/1948. Greene hatte an Ort und Stelle recherchiert.
Internationaler Sektor
- Innere Stadt

Französischer Sektor

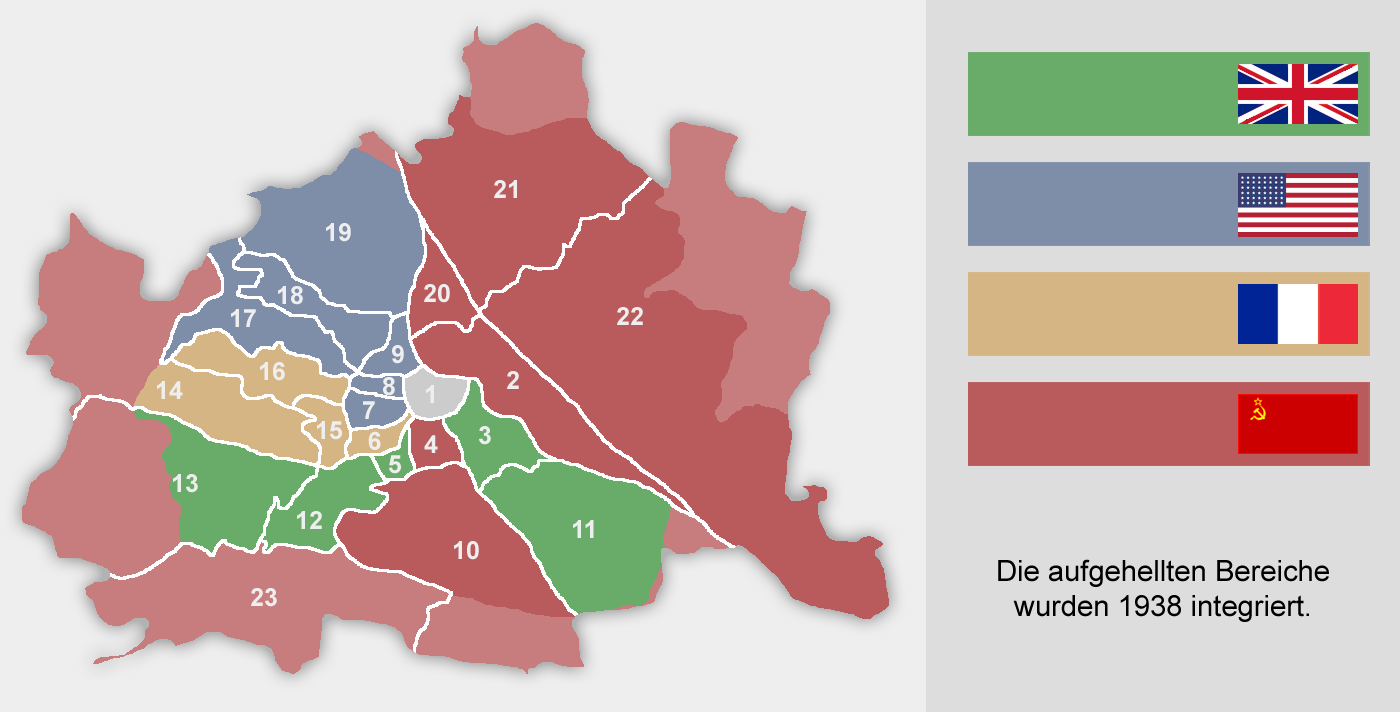
Die Besatzungssektoren in Wien
Die aufgehellten Randgebiete (1938 Groß-Wien eingemeindet) zählten besatzungsrechtlich zu Niederösterreich, d. h. zur sowjetischen Zone.

Der französische Sektor erstreckte sich als zusammenhängendes Gebiet vom Stadtzentrum nach Westen:
- Mariahilf
- Penzing ohne das 1938 eingemeindete Hadersdorf-Weidlingau*
- Rudolfsheim-Fünfhaus
- Ottakring

Britischer Sektor
Der britische Sektor südöstlich und südwestlich des Stadtzentrums war von sowjetisch besetzten Bezirken unterbrochen:
- Landstraße
- (Die zwischen der Landstraße und Margareten liegende Wieden war sowjetisch besetzt.)
- Margareten
- Simmering (ohne Albern*)
- (Das zwischen Simmering und Meidling gelegene Favoriten war sowjetisch besetzt.)
- Meidling
- Hietzing ohne den Lainzer Tiergarten* und ohne die Friedensstadt*, die Siedlung Auhofer Trennstück* und benachbarte Siedlungen*

Amerikanischer Sektor
Der amerikanische Sektor erstreckte sich nordwestlich und nördlich des Stadtzentrums als zusammenhängendes Gebiet:
- Neubau
- Josefstadt
- Alsergrund
- Hernals
- Währing
- Döbling

Sowjetischer Sektor
Abgesehen von zwei sowjetisch besetzten Bezirken in ansonsten von den Briten besetztem Stadtgebiet umfasste der sowjetische Sektor alle Bezirke, die vom Stadtzentrum aus gesehen jenseits des Donaukanals bzw. der Donau lagen, darunter die flächenmäßig größten Wiens:
- Leopoldstadt
- Wieden (zwischen zwei britisch besetzten Bezirken)
- Favoriten nördlich der Donauländebahn (zwischen zwei britisch besetzten Bezirken; südlich der Bahn siehe hier)
- Brigittenau
- Floridsdorf ohne die 1938 eingemeindeten Gebiete*
- Donaustadt ohne die 1938 eingemeindeten Gebiete*

Dem sowjetisch besetzten Umland zugeordnetes Gebiet
(*) Mit diesem Zeichen versehene Gebiete zählten zum Verwaltungsgebiet der Stadt Wien, besatzungsrechtlich jedoch nicht zur Viersektorenstadt, sondern zum sowjetisch besetzten Niederösterreich. Die Regelung betraf Albern (seit 1954 im 2., seit 1956 im 11. Bezirk), Liesing (seit 1954: 23. Bezirk), den Lainzer Tiergarten, die Friedensstadt, die Siedlung Auhofer Trennstück und die Siedlung im ehemaligen Lainzer Tiergarten (alle seit 1954 im 13. Bezirk) sowie Teile der heutigen Bezirke 21 und 22.